# Asis Aynan
Asis Aynan (Haarlem, 31 maart 1980) is een Nederlandse schrijver van Berberse afkomst.

## Biografie
Asis Aynan werd geboren in Haarlem, waar zijn vader werkte en zijn hoogzwangere moeder met haar vier kinderen in maart 1980 - tijdens de Berberse opstand tegen de Marokkaanse regering - in omwegen (uit haar dorp via Al Hoceima, Tanger, Brussel en Schiphol) naartoe reisde. Kort na aankomst beviel ze van haar zoon. Het gezin sloot zich bijna volledig af van de vrijwel geheel autochtone omgeving, waardoor er nauwelijks contact met de buitenwereld was. Pas toen Aynan 15 jaar oud was, sloot hij zijn eerste vriendschap, met een autochtone jongen bij wiens familie hij vaak op bezoek kwam. Aynan nam toen afscheid van het islamitische geloof waarmee hij opgevoed was. Later ging hij met zijn beste vriend samenwonen en kreeg een vriendin, maar ze werden door de sociale omgeving "de relatie en de wijk uit gepest". Ze vertrokken naar Amsterdam, waarna zijn beste vriend naar de Filipijnen vertrok en Aynan ging studeren.
In zijn bundel Veldslag en andere herinneringen (2007) schrijft Aynan over zijn jeugd, of zoals hij het zelf noemt, zijn "katholieke-islamitische-berberachtergrond", de huidige Nederlandse samenleving en de ervaringen van een Berberjongen tussen twee dominante culturen. 
Na de opleidingen bestuurskunde op het mbo en hbo ging deze zoon van een gastarbeider filosofie studeren aan de Universiteit van Amsterdam. Hij verdiepte zich ook in islamitische filosofie, nadat hij het boek Islamitische filosofie: Een geschiedenis van filosoof Michiel Leezenberg ontdekt had.
Aynan is begonnen als docent aan het middelbaar beroepsonderwijs in Haarlem. Inmiddels geeft hij les aan de Hogeschool van Amsterdam. Hij was redacteur bij het opinietijdschrift Contrast en columnist voor het weekblad Multined. Ook heeft hij geschreven voor de boekenpagina van NRC Handelsblad, deed hij wekelijks een column voor Het Parool en was hij regelmatig te horen bij de Nederlandse Islamitische Omroep. Zijn stukken verschenen verder onder meer in het literaire tijdschrift Passionate en werden voorgelezen op Radio 5. Inmiddels schrijft Aynan regelmatig stukken voor Trouw.

## Opvattingen
Aynan koestert de Berbercultuur, die door de islamisering en Arabisering (islam vanuit de Arabische wereld) dreigt te verdwijnen. Hij vindt dat mensen moeten opkomen voor de culturele waarden en gebruiken, zoals tatoeages van vrouwen, die door Berberimams normaal worden gevonden, terwijl het volgens imams met een Arabisch islamitische achtergrond verboden is. Hij heeft zijn moeder gevraagd haar tatoeages niet te laten verwijderen en vindt het jammer dat zijn vader in de loop van zijn leven ging geloven dat hij geen muziek mocht maken op de luit, omdat dat zondig zou zijn volgens de Arabische variant van de islam. Aynan wijst erop dat de Berbercultuur een heel oude cultuur is die van vóór de introductie van de islam stamt. Door de Arabisering wordt nu ook in Marokko (net zoals in Nederland) door de imams in het Arabisch gepreekt, terwijl dat voorheen in de eigen taal werd gedaan. Door de dreiging van de Arabisering van de Berbers, uit angst voor het islamisme (de politieke islam), zullen eigen taal en cultuur op den duur verdwijnen, verwacht hij.

## Werk
- Veldslag en andere herinneringen, Atlas 2007
- Dwaling - De tante van Ali Taib, essay, opgenomen in de bundel 'Moralitijd', onder redactie van Menno van der Veen en Sarah Meuleman, verschenen bij uitgeverij Van Gennep, 2007
- Een kleine bemiddelaarsgeschiedenis, essay, opgenomen in de bundel 'De rol van de toeschouwer in hedendaags theater - Het ligt in uw handen', onder redactie van Cecile Brommer en Sonja van der Valk, verschenen bij Domein voor Kunstkritiek, Theater Instituut Nederlanden en Theater Schrift Lucifer, 2008
- Ik, Driss samen met Hassan Bahara, onder het pseudoniem Driss Tafersiti, Atlas uitgeverij, 2010, een deel verscheen eerder als feuilleton in de NRC.
- Ons Nummer, uitgave in het kader van De maand van de vrijheid, uitgever, COS Zeeland, Goes 2011
- Gebed zonder eind, uitgever Jurgen Maas, Amsterdam 2015, het boek werd genomineerd voor de Biesheuvelprijs 2015
- Linoleumkoorts - Aantekeningen van een docent, uitgever Jurgen Maas, Amsterdam 2019
- Eén erwt maakt nog geen snert: het Rifgebergte, de dubbele nationaliteit en andere misverstanden, uitgeverij Van Oorschot, Amsterdam 2020